# Монкошиці (Великопольське воєводство)
Монкошиці (пол. Mąkoszyce) — село в Польщі, у гміні Кобиля-Гура Остшешовського повіту Великопольського воєводства.
Населення — 1101 особа (2011).
У 1975—1998 роках село належало до Каліського воєводства.

## Демографія
Демографічна структура станом на 31 березня 2011 року:
|          | Загалом | Допрацездатний вік | Працездатний вік | Постпрацездатний вік |
| -------- | ------- | ------------------ | ---------------- | -------------------- |
| Чоловіки | 556     | 131                | 387              | 38                   |
| Жінки    | 545     | 136                | 316              | 93                   |
| Разом    | 1101    | 267                | 703              | 131                  |